# Madison S. Perry

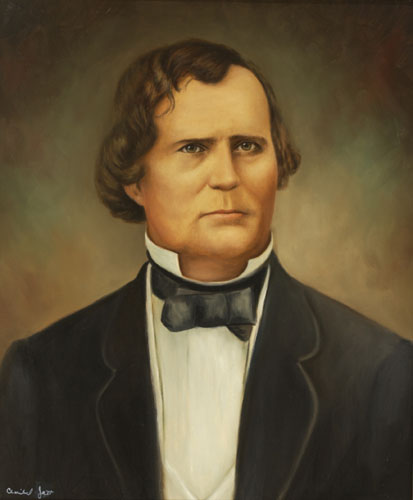
Madison S. Perry.

Madison Starke Perry, född 1814 i Lancaster County, South Carolina, död 1865 i Alachua County, Florida, var en amerikansk demokratisk politiker. Han var den fjärde guvernören i Florida 1857-1861. Florida utträdde ur USA och gick med i Amerikas konfedererade stater (CSA) under hans tid som guvernör.
Perry flyttade 1845 till Florida. Han var en ledande plantageägare i Alachua County och var 1849 ledamot av Florida House of Representatives, underhuset i delstatens lagstiftande församling. Han var 1850 ledamot av delstatens senat. Han efterträdde 1857 James E. Broome som guvernör.
Florida utträdde ur USA 11 januari 1861 och gick med i CSA i februari 1861. Perry krävde att alla federala trupper dras tillbaka från Florida. Han efterträddes 7 oktober 1861 som guvernör av John Milton. Perry deltog sedan i amerikanska inbördeskriget som överste i CSA:s armé.
Perrys grav finns på Oak Ridge Cemetery i Alachua County.